# Grigorij Kirijenko
Grigorij Anatoljewicz Kirijenko (ros. Григорий Анатольевич Кириенко; ur. 29 września 1965 w Nowosybirsku) – rosyjski szermierz, szablista, reprezentujący też ZSRR i WNP, dwukrotny złoty medalista olimpijski i wielokrotny medalista mistrzostw świata.
Na igrzyskach olimpijskich w Barcelonie w 1992 roku reprezentacja WNP w składzie: Grigorij Kirijenko, Aleksandr Szyrszow, Heorhij Pohosow, Wadym Hutcajt i Stanisław Pozdniakow zdobyła drużynowo złoty medal. W zawodach indywidualnych zajął dziesiąte miejsce. Brał również udział w igrzyskach olimpijskich w Atlancie w 1996 roku, wspólnie z Stanisławem Pozdniakowem i Siergiejem Szarikowem zwyciężając w rywalizacji drużynowej. Indywidualnie był tym razem dziewiąty.
Podczas mistrzostw świata w Denver w 1989 roku wywalczył złoty medal indywidualnie, pokonując w finale Polaka Jarosława Koniusza. Parę dni później wspólnie z Andriejem Alszanem, Siergiejem Koriażkinem i Siergiejem Mindirgasowem zdobył dla ZSRR złoty medal w zawodach drużynowych. W konkurencji tej zdobywał następnie złote medale na mistrzostwach świata w Lyonie (1990) i mistrzostwach świata w Atenach (1994) oraz srebrne podczas mistrzostw świata w Budapeszcie (1991), mistrzostw świata w Hadze (1995) i mistrzostw świata w Kapsztadzie (1997). Ponadto wywalczył złote medale indywidualnie na mistrzostwach świata w Budapeszcie (1989), mistrzostwach świata w Essen (1993) i mistrzostwach świata w Hadze (1995) oraz brązowy podczas mistrzostw świata w Atenach (1994), plasując się za Niemcem Felixem Beckerem i Stanisławem Pozdniakowem.